# Toshiharu Sato
Toshiharu Sato (Prefectura de Osaka, Japón, 19 de marzo de 1969) es un gimnasta artístico retirado japonés,  subcampeón del mundo en 1995 en el concurso por equipos, y mellista olímpico (bronce) en 1988 también por equipos.

## Carrera deportiva
En los JJ. OO. de Seúl 1988 consigue la medalla de bronce en el concurso por equipos —Japón queda por detrás de la Unión Soviética (oro) y la República Democrática Alemana (plata)—; sus compañeros en el equipo japonés eran: Yukio Iketani, Hiroyuki Konishi, Koichi Mizushima, Daisuke Nishikawa y Takahiro Yameda.
En el Mundial de Sabae 1995 gana la medalla de plata en el concurso por equipos —Japón queda por detrás de China (oro) y delante de Rumania (bronce)—; en esta ocasión sus seis colegas de equipo fueron: Yoshiaki Hatakeda, Daisuke Nishikawa, Hikaru Tanaka, Masayuki Matsunaga, Hiromasa Masuda y Masayoshi Maeda.